# Taça de Portugal de Futsal Feminino de 2014–15
A edição da Taça de Portugal de Futsal Feminino referente à época de 2014/2015 decorreu entre 25 de Outubro de 2014 - 1ª Eliminatória - e 3 de Maio de 2015, data em que se disputou a final a qual teve lugar no Pavilhão Multiusos de Sines, Sines.

## Taça de Portugal de Futsal 2014/2015

### Final
| Final                           | Final |
| ------------------------------- | ----- |
| Quinta dos Lombos – Novasemente | 2 – 1 |

### Meias-Finais
| Quinta dos Lombos - Leões Porto Salvo | 3 – 1 |  | Sporting CP - Novasemente | 2 – 6 |

### Quartos-de-Final
| Quartos-de-Final                | Quartos-de-Final | Quartos-de-Final | Quartos-de-Final         | Quartos-de-Final |
| ------------------------------- | ---------------- | ---------------- | ------------------------ | ---------------- |
| Golpilheira - Leões Porto Salvo | 4 – 6            |                  | SL Benfica - Novasemente | 4 – 6 (a.p.)     |
| Nova Morada - Quinta dos Lombos | 0 – 7            |                  | Sporting CP - Ourentã    | 2 – 1            |

| Quartos-de-Final                       | Quartos-de-Final | Quartos-de-Final | Quartos-de-Final                  | Quartos-de-Final    |
| -------------------------------------- | ---------------- | ---------------- | --------------------------------- | ------------------- |
| CD Juventude São Pedro - Golpilheira   | 2 – 4            |                  | CDRC de Tebosa - Ourentã          | 0 – 0, (3 – 4) g.p. |
| Novasemente - Santa Luzia              | 4 – 1            |                  | SL Benfica - EDCG                 | 5 – 0               |
| Sporting CP - Restauradores Avintenses | 2 – 1            |                  | Caranguejeira - Leões Porto Salvo | 0 – 5               |
| Arneiros - Quinta dos Lombos           | 1 – 9            |                  | Nova Morada - Louriçal            | 9 – 5               |

### 4ª Eliminatória
| 4ª Eliminatória                             | 4ª Eliminatória | 4ª Eliminatória | 4ª Eliminatória                | 4ª Eliminatória |
| ------------------------------------------- | --------------- | --------------- | ------------------------------ | --------------- |
| CD Juventude São Pedro - Águias Santa Marta | 4 – 3           |                 | Vidais - Golpilheira           | 1 – 5           |
| Santa Luzia - SC Canidelo                   | 5 – 0           |                 | Nova Morada - CRD Miratejo     | 3 – 2           |
| CDRC de Tebosa - Técnico                    | 3 – 2           |                 | FC Vermoim - Quinta dos Lombos | 0 – 2           |
| CB Vila Pouca Aguiar - Louriçal             | 1 – 6           |                 | Chaves - EDCG                  | 2 – 4           |
| Fazendense - Ourentã                        | 2 – 5           |                 | CDC Santana - SL Benfica       | 2 – 15          |
| Sintra Football - Arneiros                  | 1 – 4           |                 | Desp. Ordem - Novasemente      | 0 – 20          |
| Caranguejeira - Machados                    | 4 – 1           |                 | Ossela - Leões Porto Salvo     | 0 – 9           |
| Rio Ave - Restauradores Avintenses          | 2 – 9           |                 | Sporting CP - CF Santa Clara   | 8 – 0           |

### 3ª Eliminatória
| 3ª Eliminatória                    | 3ª Eliminatória | 3ª Eliminatória | 3ª Eliminatória                                | 3ª Eliminatória |
| ---------------------------------- | --------------- | --------------- | ---------------------------------------------- | --------------- |
| Águias Santa Marta - Os Bucelenses | 8 – 4           |                 | Machados - Fátima                              | 4 – 1           |
| Murches - Sporting CP              | 1 – 11          |                 | Del Negro - CDRC de Tebosa                     | 4 – 5           |
| CB Mortagua - Rio Ave              | 1 – 9           |                 | Juventude Castanheira - CRD Miratejo           | 3 – 5           |
| Alfenense - Academia Caranguejeira | 2 – 4           |                 | CB Vila Pouca Aguiar - Académica-SF            | 6 – 2           |
| Fazendense - Os Paulenses          | 1 – 0           |                 | CDC Santana - Vila Flor                        | 4 – 1           |
| PARC-Pindelo - Sintra Football     | 1 – 2           |                 | Desp. Ordem - Santo Cristo                     | 3 – 2           |
| Nova Morada - GD Operário          | 5 – 4           |                 | Penedono - CF Santa Clara                      | 1 – 4           |
| Técnico - ADRO                     | 5 – 2           |                 | AA Universidade Évora - CD Juventude São Pedro | 3 – 5           |

### 2ª Eliminatória
| 2ª Eliminatória                 | 2ª Eliminatória | 2ª Eliminatória | 2ª Eliminatória                     | 2ª Eliminatória |
| ------------------------------- | --------------- | --------------- | ----------------------------------- | --------------- |
| ADRO - CB Aveiro                | 4 – 2           |                 | CF Santa Clara - Amanhã Criança     | 4 – 1           |
| Juventude Castanheira - Tojeira | 3 – 1           |                 | CRD Miratejo - NS Pombal            | 4 – 2           |
| CDRC de Tebosa - CCD Veiros     | 4 – 1           |                 | Académica-SF - NEGE                 | 3 – 1           |
| VC Santarém - Sintra Football   | 0 – 2           |                 | SC Samouco - Fátima                 | 2 – 3           |
| PARC-Pindelo - AD Serpinense    | 3 – 1           |                 | Carnide Clube - Sporting CP         | 2 – 7           |
| Tires Futsal - Del Negro        | 1 – 4           |                 | Desp. Ordem - Pioneiros Bragança    | 6 – 3           |
| Machados - Santa Iria           | 4 – 1           |                 | CD Juventude São Pedro - FC S.Romão | 3 – 0           |
| SL Olivais - Os Paulenses       | 2 – 8           |                 |                                     |                 |

### 1ª Eliminatória
| 1ª Eliminatória                     | 1ª Eliminatória | 1ª Eliminatória | 1ª Eliminatória                        | 1ª Eliminatória |
| ----------------------------------- | --------------- | --------------- | -------------------------------------- | --------------- |
| NJ Proença-a-Nova - Os Bucelenses   | 2 – 5           |                 | AMUPB Futsal Clube - CF Santa Clara    | 2 – 7           |
| SL Olivais - UD Sousel              | 10 – 3          |                 | Alfenense - ARDC Geração Lendária      | 5 – 1           |
| CDC Santana - Tabuense              | 3 – 0           |                 | Eléctrico - Academia Caranguejeira     | 1 – 9           |
| SC Samouco - CADE                   | 6 – 0           |                 | ARCA (Águeda) - CB Mortagua            | 1 – 2           |
| Posto Santo - Fazendense            | 0 – 3           |                 | Almansor FC - Murches                  | 2 – 3           |
| Silves - Técnico                    | 0 – 4           |                 | NEGE - Gândaras                        | 4 – 3           |
| Águias Santa Marta - Lusitano FCV   | 5 – 2           |                 | CB Vila Pouca Aguiar - ACD Castanheira | 5 – 3           |
| Deucriste SC - Santo Cristo         | 2 – 4           |                 | Nova Morada - Padernense               | 3 – 0           |
| GD Operário - União da Serra        | 6 – 0           |                 | GD Figueiredo - Vila Flor              | 1 – 2           |
| Soutelense - Rio Ave                | 1 – 5           |                 | Póvoa Futsal - CD Juventude São Pedro  | 4 – 5           |
| Lusitânia Lourosa - Penedono        | 2 – 3           |                 | Portalegrense - Fátima                 | 0 – 3           |
| AA Universidade Évora - NS Sesimbra | 5 – 0           |                 | VC Santarém - Carreirense              | 3 – 0           |

Nota: Isentos 2ª Eliminatória: ACR Santo Cristo (AF Bragança); AC Alfenense (AF Porto); CB Mortágua (AF Viseu); CB Vila Pouca Aguiar (AF Vila Real); CDC Santana (AF Porto); FC Águias Santa Marta (AF Porto); GD Concelho Penedono (AF Viseu); Rio Ave FC (AF Porto); Vila Flor SC (AF Bragança); Academia AD Caranguejeira (AF Leiria); AA Universidade Évora (AF Évora); AD Fazendense (AF Santarém); AE Inst. Sup. Técnico (AF Lisboa); CF Os Bucelenses (AF Lisboa); CHE Nova Morada (AF Lisboa);